# Bāshsīz Kūh
Bāshsīz Kūh (persiska: باش سیز, باشسیز کوه) är en ort i Iran.   Den ligger i provinsen Östazarbaijan, i den nordvästra delen av landet, 500 km nordväst om huvudstaden Teheran. Bāshsīz Kūh ligger 2 028 meter över havet och antalet invånare är 545.
Terrängen runt Bāshsīz Kūh är huvudsakligen kuperad, men den allra närmaste omgivningen är platt. Terrängen runt Bāshsīz Kūh sluttar österut. Runt Bāshsīz Kūh är det ganska glesbefolkat, med 22 invånare per kvadratkilometer. Närmaste större samhälle är Bostānābād, 17,7 km nordost om Bāshsīz Kūh. Trakten runt Bāshsīz Kūh består i huvudsak av gräsmarker.